# Enypnias
Enypnias  é um género de peixe da família Gobiidae e da ordem Perciformes.

## Morfologia
- Cabeça arredondada.
- Barbatana caudal arredondada e com 17 raios segmentados.
- Escamas podem estar presentes ou ausentes. Se presentes, são pequenas pequenas (40-60 ao longo do costado), lisas. Cabeça, tórax e ventre sempre sem escamas. A base da barbatana caudal apresenta duas escamas muito ásperas.[3]

## Espécies
- Enypnias aceras (Ginsburg, 1939)
- Enypnias seminudus (Günther, 1861)[4][5][6][7][8][9]